# وحيد في العالم
وحيد في العالم هي لوحة زيتية للرسام الفرنسي ويليام بوغيرو.